# 上海レースクラブ

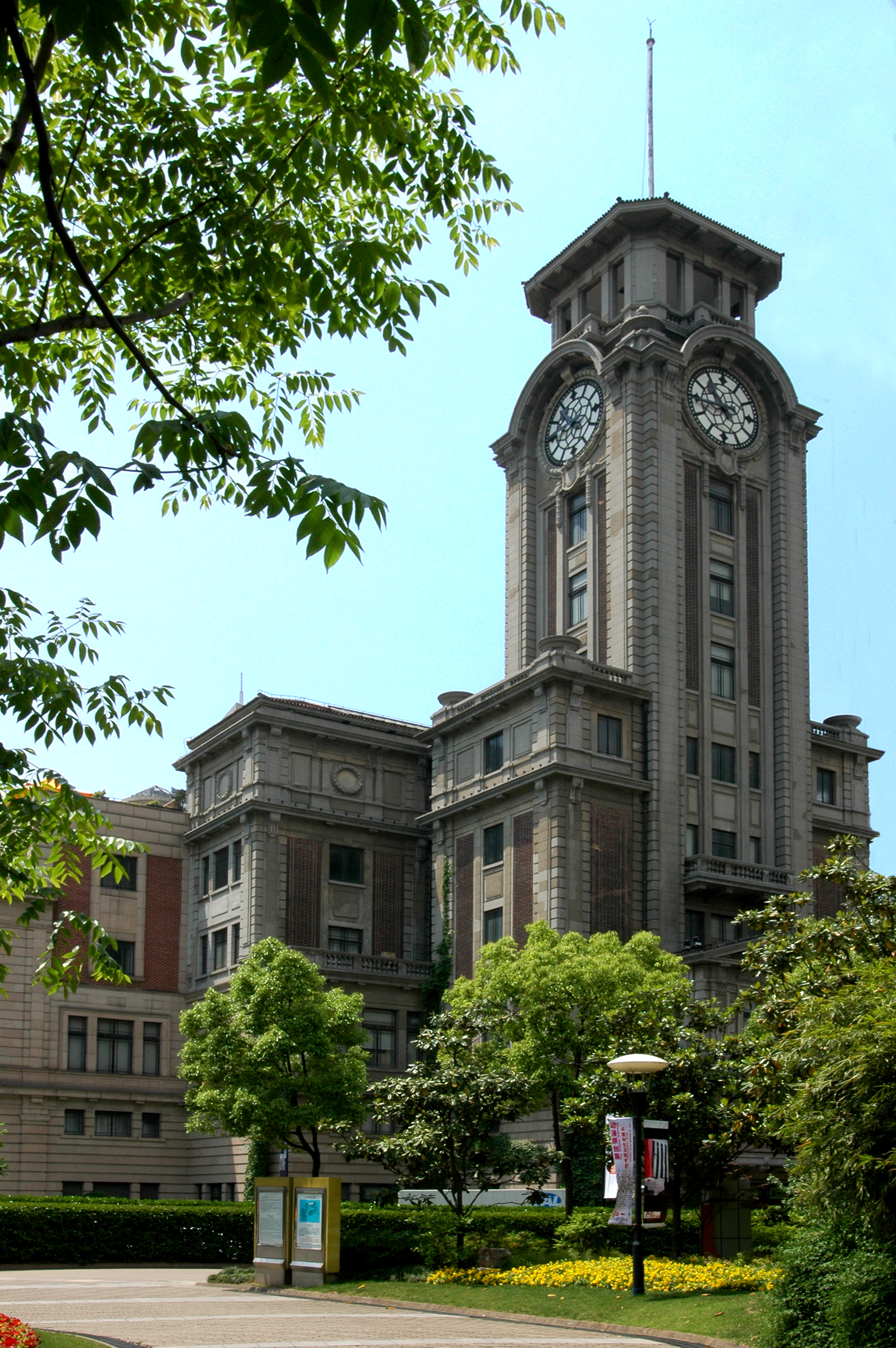
上海レースクラブの歴史的な建物

上海レースクラブ（しゃんはいれーすくらぶ、上海競馬倶楽部、上海跑馬總會、英語: Shanghai Race Club）は、中国の上海にあった競馬クラブ。このクラブは上海競馬場（上海跑馬廳）で活動し、両者の名称はしばしば混用された。元々は国際レクリエーション・クラブ (International Recreation Club) のレース委員会 (Race Committee) だったもので、レースクラブは上海で最初となる競馬場と共に1850年に設立された。1862年に上海レクリエーション・クラブから離脱し、独立組織となった。クラブの活動は日中戦争と国共内戦の影響を受けた。中国共産党が1949年に上海を支配したのち、クラブは1951年に軍の管理下に置かれ、その資産は1954年に政府が接収した。

## 施設

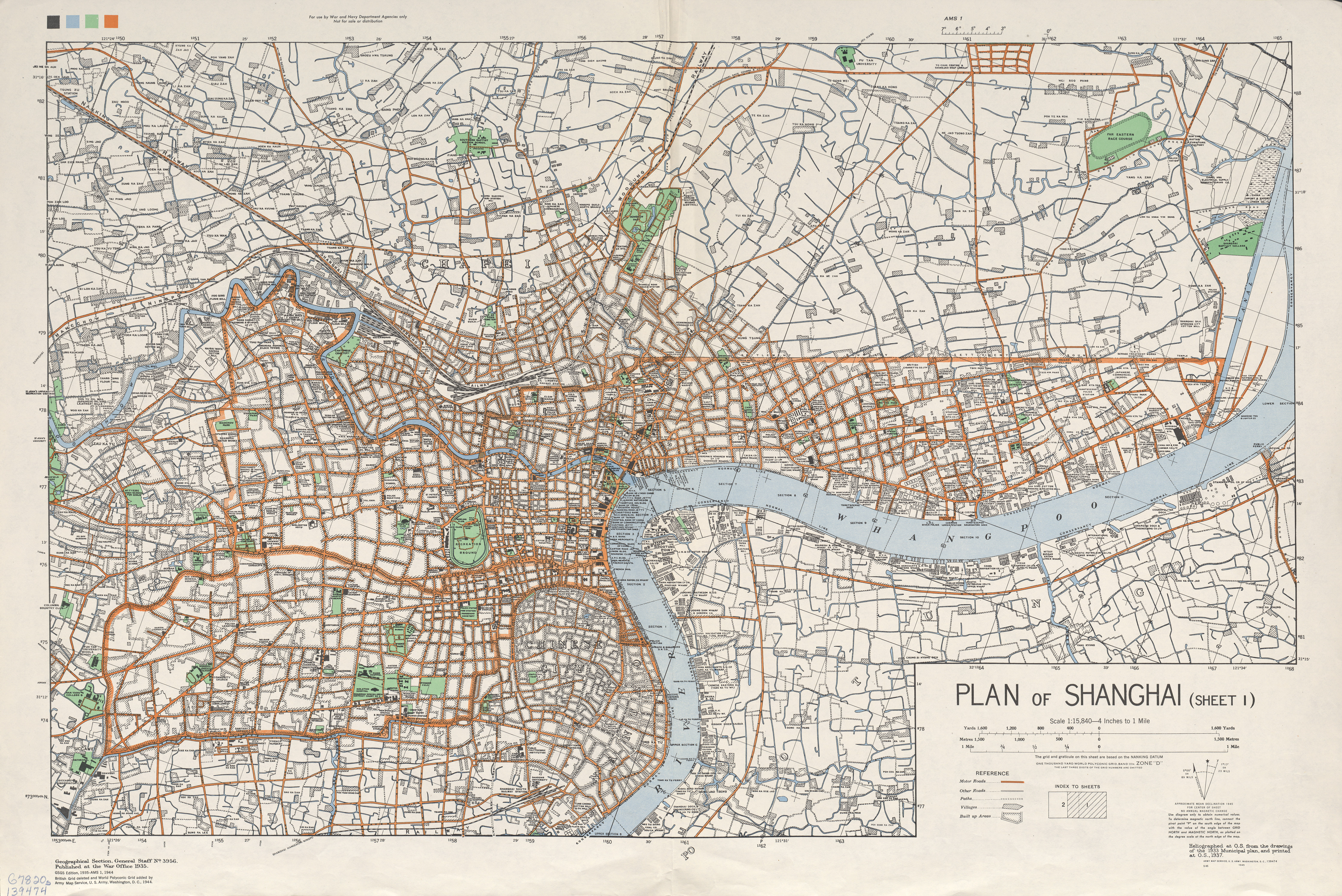
1935年の上海の地図。競馬場は中央やや左下、市街の中心部にある大きな円形の緑色の区域としてすぐ見つかる。

1862年以降、上海レースクラブは市街中心部に自ら所有する競馬場で活動した。この場所は、現在は人民公園と人民広場になっているが、両者はいずれも当時のレーストラックの内側に収まっている。1862年にオープンしたこのレーストラックは、上海レースクラブが所有した3番目のものとなる。その芝は「ビリヤード台のように滑らか」と評された。
現在も残るレースクラブの建物は1934年にレーストラックの西側に建てられた。この堂々とした10階建ての塔は、長らく上海中心部のランドマークとなった。競馬場には100メートルの長さで3〜5層からなる大スタンドがあった。1934年築の建物は、以下のように書かれている。
クラブハウスの外観は新古典主義的構造をしており、細部までよく吟味されている。建物3階に造られたロッジアは会員の観戦用として使われた。1階には切符売場 (box office) と馬券売場 (betting hall) があった。中二階にはボウリング用レーンがあった。2階にはカフェ、遊戯室、ビリヤード室、読書室といった会員用施設があった。3階には会員用の部屋とレストランがあった。

## 歴史

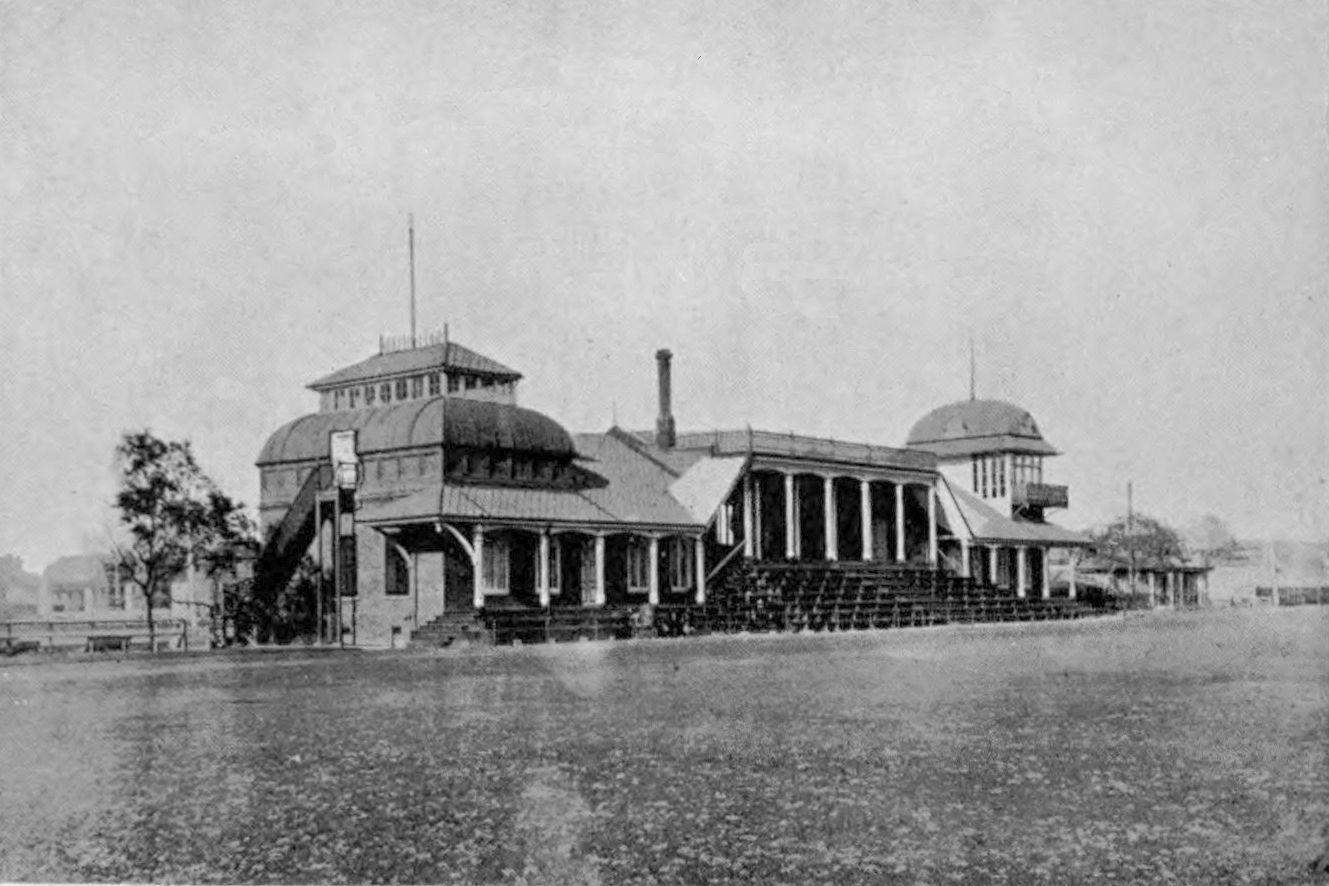
上海競馬場の大スタンド（1908年頃）

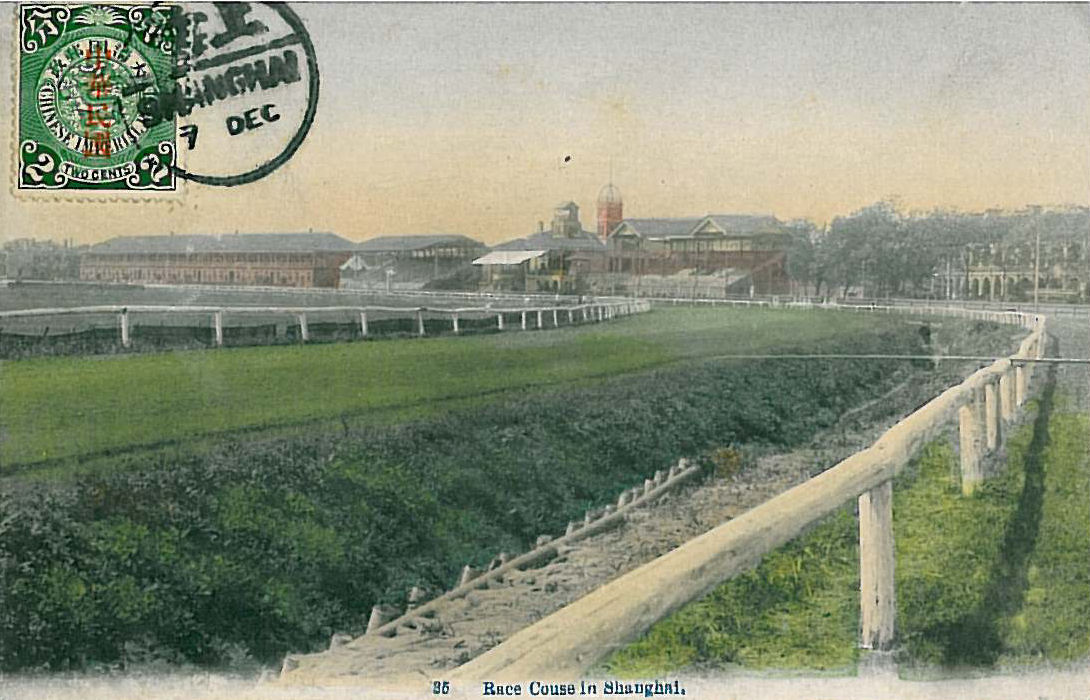
絵葉書に描かれた競馬場（1903年-1912年頃）

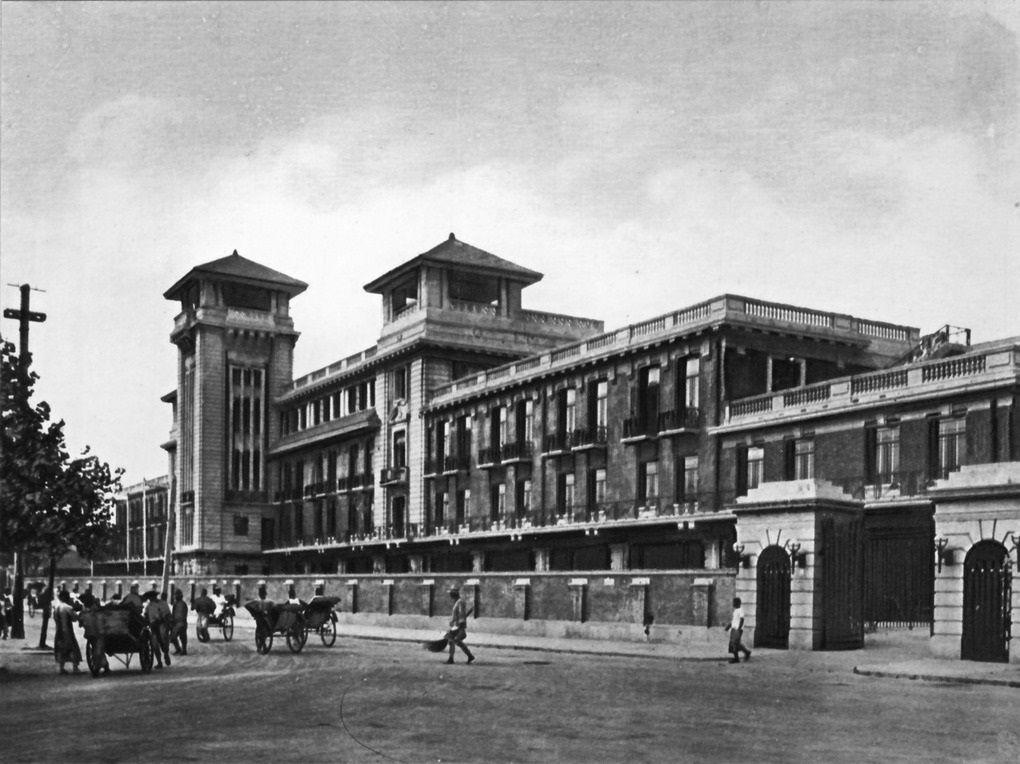
一般向けスタンドの背面と、上海レースクラブの本部建物

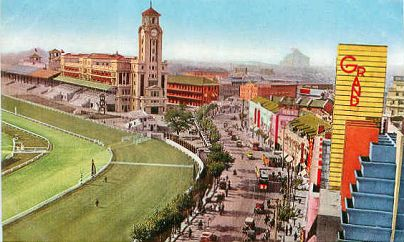
上海競馬場が最も賑わった頃。1945年より前に作られた絵葉書で、南京路からの眺めを描いている。独特なクラブの建物が中央左に見える。

国際レクリエーション・クラブ（上海レクリエーション基金）のレース委員会は、その初となるレース大会を1848年に開いた。1850年に設立者の5人 (W. Hogg, T.D. Gibb, Langley, W. W. Pakin and E. Webb) は、河南路と南京路が交叉する所にある土地の永年賃借権を得て、最初の競馬場（オールド・パーク）を造った。同年にレースクラブが結成され、翌年に最初のレース大会を開いた。
1861年の時点で、国際レクリエーション・クラブのメンバーはには25人だった。1854年にオールド・パークを売却した収益金等により、より西の浙江路と南京路の交差点に、規模を拡張した新しい競馬場（ニュー・パーク）が造られた。太平天国の乱が起こると、乱から逃れた難民が上海に流入し、市中心部の地価が高騰した。1862年、古い競馬場と競技場を売却して得られた資金を元に、レースクラブはさらに西により広い土地を買えるようになり、3代目（かつ最後の）上海競馬場を建設した。レーストラックで囲まれた土地もスポーツ競技場としてレクリエーション・クラブに売却された。
レースクラブは、20世紀初頭の上海への移住者流入と、1908年から始めた慈善宝くじの大流行によって繁盛した。
1910年、レクリエーション・クラブは江湾の競馬場（国際レクリエーション場）の共同所有権を買い取り、以降そこはレースクラブの主な競合相手になった。レース収益のうち毎年4千ドルが、カリフォルニア大学東洋文学科教授のジョン・フライヤー設立の盲童学堂（Institution for the Chines blind）に寄付された。
1938年までに、レースクラブは以前の親団体である上海レクリエーション・クラブ（江湾の競馬場を日本軍に荒らされて主な収入源を失っていた）の、レースコースとそれに囲まれたスポーツ競技場などの資産を全て買い取った。
レースクラブの活動は日中戦争と国共内戦の影響を受けた。1941年に太平洋戦争が起こると、競馬場は日本軍に占拠された。日本軍が上海侵攻を開始した日は孫文の誕生日で、チャンピオン・ステークスを開催していた。
1945年に戦争が終わると、競馬場は短期間アメリカ軍に使用された。レースクラブは1945年10月に活動を再開した。しかし、上海の中心部に帝国主義の遺物が残っていることに市民から反発があり、またこの競馬場が博打場として認識されていたこともあり、政府はレース大会の再開を許可しなかった。1946年から、中華民国政府はレースクラブに競馬場の取得を打診し始めた。
1947年、競馬場の売却を政府と交渉している最中、レースクラブは香港に登記された3つの会社に再編され、それぞれがレースクラブの様々な建物や施設を部分的に所有する形になった。レクリエーション・クラブも名目上残り、レーストラックに囲まれたスポーツ競技場を所有した。現在の競馬場を郊外のより広い土地と交換して新しい競馬場を作るという交渉は、国共内戦の影響により決着しなかった。
1949年に中国共産党が上海を支配したのち、上海レクリエーション基金の役員たちは新しい共産党当局に対し、レースコース内側のスポーツ競技場も含めて、レクリエーション・クラブの資産を自主的に譲渡すると申し出た。レースクラブとレクリエーション・クラブは事実上ひとつの組織になっていたため、政府はレースクラブとレクリエーション・クラブの双方の資産を公式に“受領”するのを翌年まで待った。競馬場は1951年5月31日に軍の管理下に置かれた。競馬場となっている土地は政府が用い、レースクラブの建物はレースクラブの所有として残ったが、不動産税を払わなければならなかった。9月に政府は競馬場を取り壊して、人民公園と人民広場に整備し始めた。レースクラブは相変わらずレースを開催できなかったため、これといった収入源が無く、1954年までには多額の不動産税と職員給与を負債として抱えることになった。それらの負債を解消するためには、政府に全ての資産を譲渡する以外、レースクラブに選択は無かった。
1954年5月31日に政府はレースクラブの全ての建物を接収した。クラブハウスは上海博物館となり、のちに上海図書館となった。その後、競馬場やレースクラブの建物があった場所に多くの建物が新築・改築された。1997年に上海図書館が淮海路に移転し、2000年に上海美術館が替わりに入った。上海美術館は2012年に移転してゆき、中華芸術宮へと鞍替えした。

## 会員
まずレースクラブの会員は、21歳以上で上海在住の外国人（非中国人）に限定されていた。9〜11名からなる会員委員会が、入会申請者を受け入れるか投票し、全会一致の場合のみ入会が認められた。反対が1票のみの場合、次回の会合まで投票は持ち越された。反対が2票の場合、一定期間の後に再申請する必要があった。反対が3票の場合、申請は却下され、再申請も拒否された。1908年になって初めて、上流の中国人が名誉会員、準会員、賛助会員（ソーシャル・メンバー）の形で入会を認められた。1908年の時点でレースクラブには320名の正会員とその他の会員500名がいた。月あたりの会費は会員種別を問わず10圓だったが、会員の特典は会員種別によって大きく異なった。正会員でない者は、祝祭日のレースにのみ参加することができた。中国人のレース大会観戦者は1909年から場内に入れるようになった。

## レースの開催と賭け

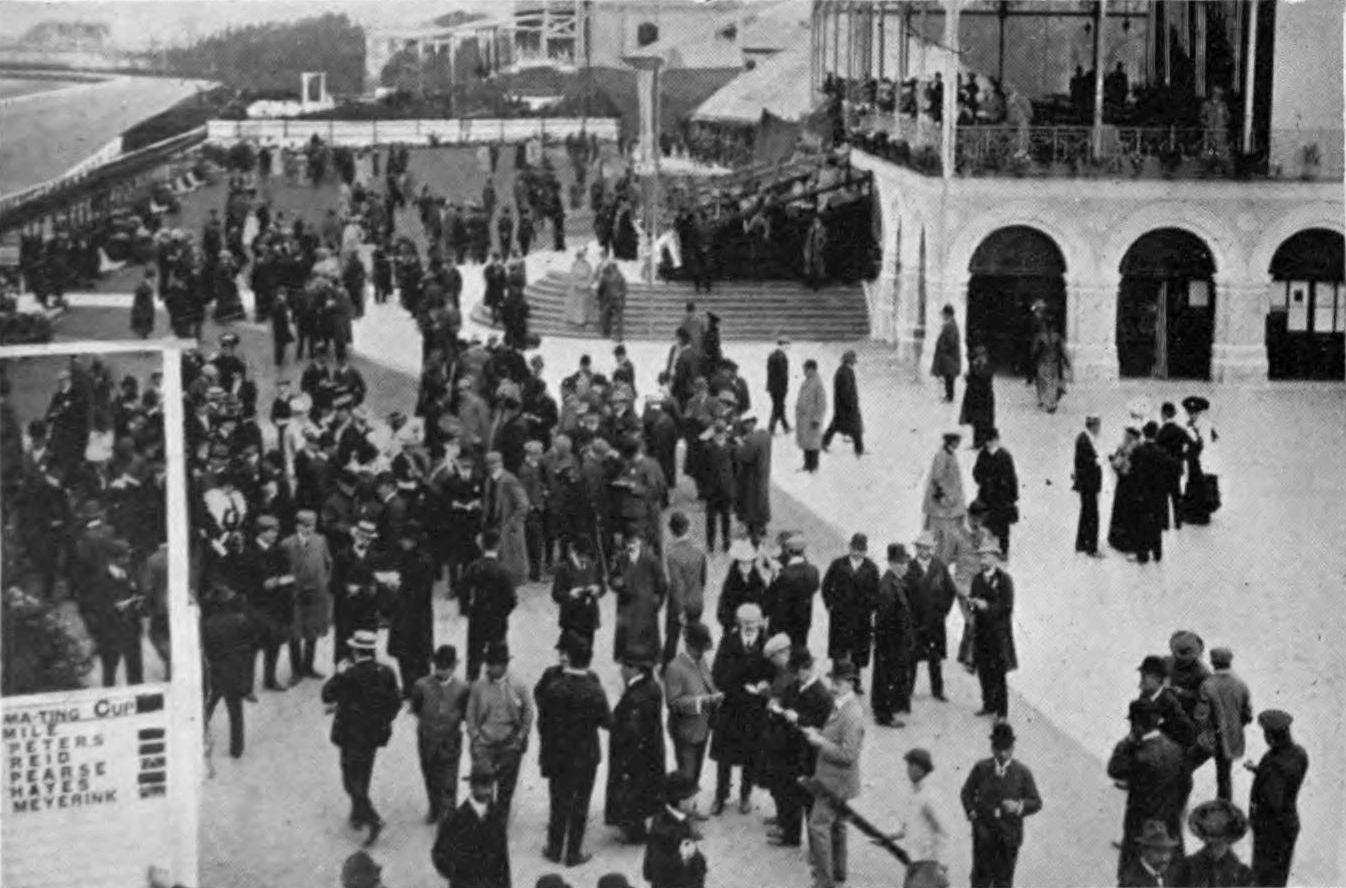
レース開催日の上海競馬場（1908年頃）

1863年から1919年の間、毎年2回の大会が開かれた。春のレースは4月下旬と5月上旬、秋のレースは10月下旬と11月上旬だった。それぞれのレース大会は「上海の大祝祭」と呼ばれた。1920年以降、これ以外の予備レース日が加わり、週末と休日に臨時の追加レースがあった。
賭けはいつも上海競馬場の呼び物だった。1909年までは主として場内にスタンドを持つブックメーカーを通じて賭けが行われた。1909年以後は慈善宝くじ（raffle）が開始され、上海レースクラブの主な収入源として、瞬く間に馬券の売上を凌駕するようになった。競馬を題材にした宝くじは、上海レースクラブによって中国全土で販売された。この宝くじは、単純な運頼みで競馬の知識は不要であり、非常に買いやすく中国人の間で大流行した。世の時事評論家たちからは、本質的に純粋な賭博を運営していると、上海レースクラブへの批判が寄せられることにもなった。

## トロフィーとカップ

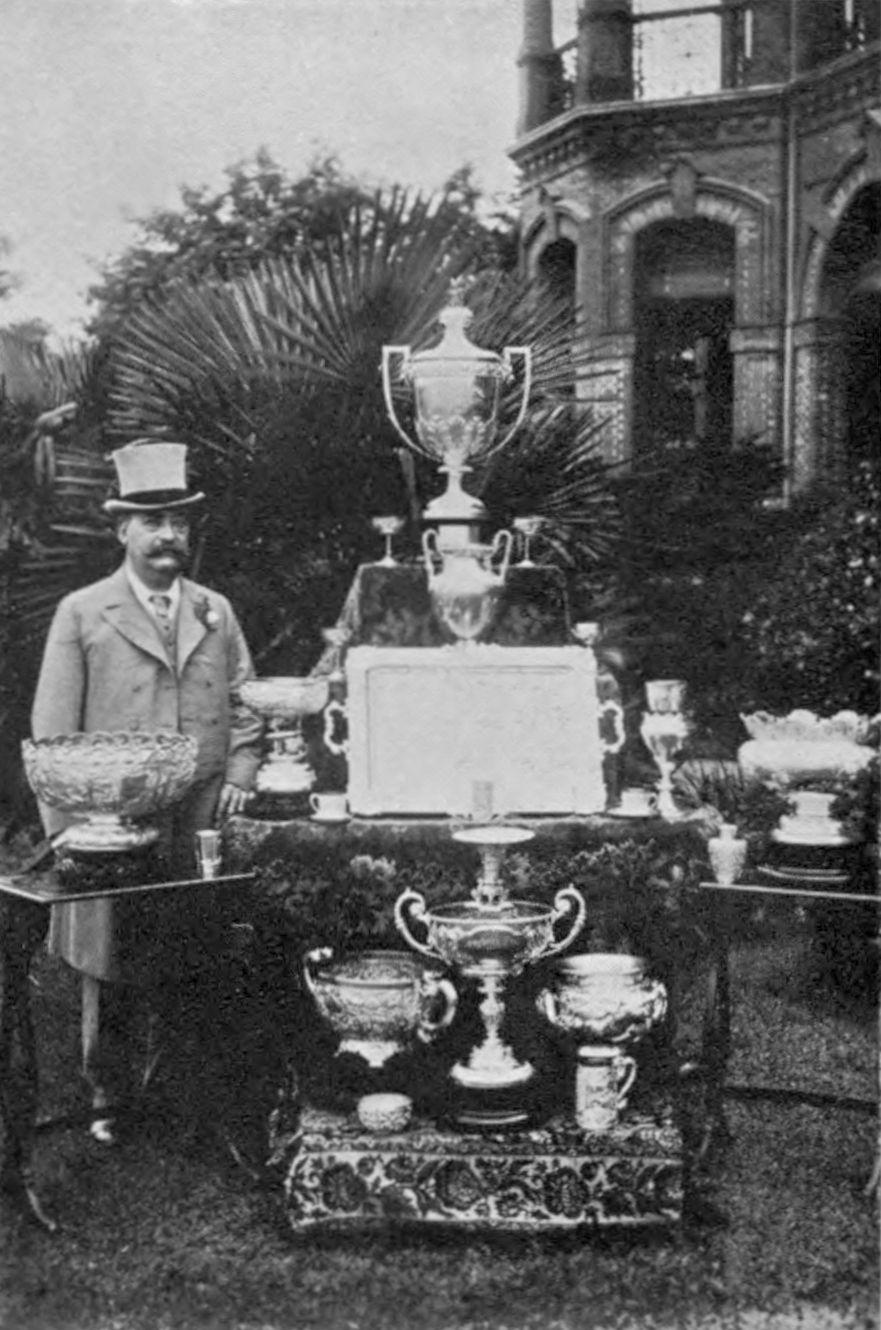
上海の馬主とそのトロフィー（1908年頃）

1860年代に最もよく知られたトロフィーは「チャンピオン・ステークス」で、二日間のレース大会における全ての勝者が強制的にエントリーされるものだった。これは1884年に「マフー・アンド・チャンピオンズ・レース」に改称された。1927年には再び「シャフォース・チャレンジ・カップ・アンド・チャンピオンズ・ステークス」に改称された。

## 著名な会員
- ウィリアム・ジャーディン (Tartan Stables)
- John Dent (Scarlet Stables)
- Thomas Chaye Beale (Clerk of the Course)
- William Keswick
- Sir John "The Younger" Keswick
- Henry Morriss
- Ada Law
- Alexander Dallas
- Frank Dallas
- George Dallas
- Coll McLean
- Paul Chater|label=Sir Paul Chater
- John MacGregor (Strath Stables)
- デイヴィッド・サスーン "Morn" (Leviathan Stables)
- Victor Sassoon|label=Sir Victor Sassoon "Eve"
- Sir Raymond Toeg "Sir John"
- Hormusjee Naorojee Mody
- J. D. Humphreys
- Henry Sylva
- Ellis Kadoorie|label=Sir Ellis Kadoorie
- C. R. "Chuck" Burkill
- A. W. "Bertie" Burkill (Chairman of the Stewards 1927)
- Edward Ezra
- Jack Liddell
- Billie Liddell and Vera McBain (We Two Stables)
- Major Frank Sutton
- Lambert Dumbar (Bay Stables)
- Eric Moller (Moller & Co.)
- A. S. Henchman "Hench"
- Eric Cumine

## 著名な馬
- Picadilly (Paul Chater) - 1884年のチャンピオンズ・カップ優勝
- Hero (David Sassoon) - 1890年からチャンピオンズ・カップ3連勝
- Silky Light (Eric Moller) - 香港チャンピオンズ・カップ、香港トリプル・クラウンで優勝した、上海で最も速かった馬
- Wheatcroft (Jack Liddel) - 1920年代にチャンピオンズ・カップで3度優勝

## 復活
香港に登記された元祖の上海レースクラブは2009年に解散した。
イギリスのIT事業家である Byron Constable は 、2008年に“上海レースクラブ”のブランド名の権利を買い取った。この事業は中国本土にて、上流のライフスタイルとしてヨーロッパの競馬を紹介するものである。上海レースクラブはまた、ロイヤル・アスコット・レディス・デーの会員ツアーの後、上海でのロイヤル・アスコット・ディナーを年一回開催している。現在の上海レースクラブは、競馬場の経営もレース大会の運営もしていない。